# Ли, Альма Теодора
Альма Теодора Ли (англ. Alma Theodora Lee, урождённая Мелвейн (Melvaine); 12 апреля 1912 — 20 октября 1990) — австралийский ботаник. Известна своим вкладом в систематику бобовых.

## Биография
Альма Теодора Мелвейн родилась 12 апреля 1912 года в районе небольшого города Тинга в Новом Южном Уэльсе. Позже семья Альмы переехала в Сидней, где Мелвейн стала учиться в Эшамской школе для девочек. После её окончания Альма Мелвейн поступила в Сиднейский университет, где принимала участие в ряде экологических экспедиций.
В 1936 году она стала бакалавром наук.
С 1938 по 1949 годы Альма работала в Национальном гербарии Нового Южного Уэльса.
В 1940 году Сиднейский университет присвоил Мелвейн степень магистра за работу, посвящённую почвенным водорослям Австралии. Затем она некоторое время работала куратором гербария низших растений Университета.
В 1941 году Альма вышла замуж за энтомолога Дэвида Ли. Большую часть времени Альма Ли определяла растения из Гербария Нового Южного Уэльса, но также она исследовала таксономию бобовых.
В 1948 году была издана монография рода Swainsona, написанная Ли. Также она издала несколько публикаций, посвящённых родам Lupinus, Typha и Hovea.
Альма Теодора Ли скончалась 20 октября 1990 года.

## Растения, названные в честь А. Т. Ли
- Almaleea Crisp & P.H.Weston, 1991
- Swainsona leeana J.Z.Weber, 1985